# Taeniophyllum pleistorhizum
Taeniophyllum pleistorhizum är en orkidéart som beskrevs av Rudolf Schlechter. Taeniophyllum pleistorhizum ingår i släktet Taeniophyllum och familjen orkidéer.
Artens utbredningsområde är Papua Nya Guinea. Inga underarter finns listade i Catalogue of Life.